# 詹寧斯岬
70°10′S 72°33′E / 70.167°S 72.550°E
詹寧斯岬是南極洲的岬角，位於麥克羅伯特森地的阿梅里冰架東端，處於布蘭施泰特岩和克賴策冰川之間，該岬角以美國海軍上尉命名。